# Mokosha Mons
Il Mokosha Mons è una struttura geologica della superficie di Venere.